# تمهر (حديبو)

تعديل مصدري - تعديل

تمهر إحدى قرى مديرية حديبو التابعة لمحافظة سقطرى، بلغ تعداد سكانها 41 نسمة حسب تعداد اليمن لعام 2004.